# 天竺木綿
天竺木綿（てんじくもめん）は、太番手の糸で経緯（たてよこ）同じ密度で平織りにした綿織物のこと。単に「天竺」ともいうが、天竺編み（メリヤス編みのこと）と混同する場合があるので注意。

## 概要
明治維新ごろにインドから輸入された綿織物であるため「天竺」と言う。当時「T」の字の商標が使われていたため、「Tクロス」との呼び名もある。
同じく平織りの綿織物の「金巾」とともに、日本で非常に広範囲に使われている織物の一つである。天竺木綿の糸の太さが16番手から24番手くらいなのに対し、「金巾」は糸の太さが30番手から40番手くらいであり、金巾の方が布が薄く、高級とされている。
天竺木綿とよく似た布に「細布」がある。細布は天竺木綿よりやや薄く、やや高級な布とされるが、糸の太さで言うと20番手から26番手くらいであり、実際はたいした違いは無い。日本では、天竺木綿と金巾のだいたい中間くらいのものを「細布」と呼んでいるが、アメリカでは天竺木綿や細布のような一般的な薄い平織りの綿織物のことは「muslin（モスリン）」と総称される（イギリスでは「muslin」は高級織物のことで、一般的な薄い平織りの織物のことは「calico（キャラコ）」と呼ぶ）。
天竺木綿は生地が厚いため、シャツなどには使わない。シャツに使われる最も一般的な綿織物は金巾である。なお、シャツで「天竺」と言うと、シャツに使われる最も一般的な編地である「天竺編み」のことである。

## 参照
1. ↑  野末和志『服地がわかる事典』、2002年、p.131